# Macropsis ferrax
Macropsis ferrax är en insektsart som beskrevs av Hamilton 1983. Macropsis ferrax ingår i släktet Macropsis och familjen dvärgstritar. Inga underarter finns listade i Catalogue of Life.